# Benjamin Diez
Benjamin Diez (Nizza, 4 aprile 1998) è un pallavolista francese, libero del Padova.

## Carriera

### Club
La carriera di Benjamin Diez inizia nella squadra federale del CNVB nel 2014: con lo stesso club nella stagione 2015-16 disputa il campionato di Élite. Nella stagione 2016-17 esordisce in Ligue A con il Cannes: tuttavia retrocede in Ligue B, categoria dove milita nell'annata successiva sempre con la squadra della Costa Azzurra; per il campionato 2018-19 ritorna nella massima divisione ingaggiato dal Montpellier.
Nella stagione 2020-21 si trasferisce in Svizzera allo Chênois, in Lega Nazionale A, aggiudicandosi lo scudetto; rientra nuovamente in patria già nell'annata successiva, accasandosi al Paris, mentre in quella successiva passa al Tours, sempre in Ligue A, con cui vince la Coppa di Francia e il campionato.
Nella stagione 2023-24 è di scena nella Polska Liga Siatkówki vestendo la maglia dello Skra Bełchatów e in quella 2024-25 è nella Superlega italiana con il Padova.

### Nazionale
Dal 2014 al 2015 fa parte della nazionale francese under 19, mentre nel 2016 è in quella under 20.
Nel 2019 ottiene le prime convocazioni nella nazionale maggiore con cui vince nel 2021 il bronzo alla Volleyball Nations League: nella stessa competizione conquista la medaglia d'oro nell'edizione 2022 e 2024.

## Palmarès

### Club
- Campionato svizzero: 1

2020-21
- Campionato francese: 1

2022-23
- Coppa di Francia: 1

2022-23